# Palaus Da Mula Morosini e Centani Morosini
El Palau Da Mula Morosini i el Palau Centani Morosini són dos palaus de Venècia, situats al barri de Dorsoduro i amb vistes al Gran Canal entre el Palau Barbarigo i Ca' Biondetti, seu de Rosalba Carriera. Estan situats a poca distància de Campo San Vio. Els dos edificis van ser unificats per la noble i influent família Morosini de Venècia.

## Història
El palau Da Mula Morosini va ser construït al segle XV com a residència noble. Va pertànyer a la família Morosini i avui dia conserva la seva funció de residència privada. Va ser la residència d'Annina Morosini, que es va fer famosa per haver convertit el palau en un lloc de trobada per a nobles, artistes i polítics. Fins i tot el kàiser Guillem II va ser allotjat aquí. El palau Centani Morosini es va construir en una època posterior.

## Descripció

### Palau Da Mula Morosini
Amb una façana gòtica típica, el Palau Da Mula està distribuït en quatre plantes. La planta baixa, sense ornaments, presenta petites finestres monófores i dos portals d'arc rodó a la part central, que s'obren directament al Gran Canal.
Les dues plantes principals i la tercera planta es distingeixen per la bellesa de les finestres de tres punts i quatre llums (la del segon pis amb la projecció d'una petita terrassa). El palau té un petit jardí posterior, que limita amb el palau Barbarigo.
Un element artístic de particular valor és la decoració amb tapissos d'una sala interior.
Segons una investigació de la Fundació Anticorrupció (Rússia), el Palau Da Mula Morosini, juntament amb un antic palau Barbarigo adjacent, pertany al director d'orquestra rus Valery Gergiev. Això és només una part del vast llegat de la filantropa Yoko Nagae Ceschina.

### Palau Centani Morosini
El Palau Centani Morosini està connectat internament amb el Palau Da Mula Morosini adjacent. Construït en un període posterior a l'altra residència, es pot datar del primer període barroc.
Està distribuïda en quatre plantes i té un aparell decoratiu limitat, caracteritzat per un predomini de finestres monòfores: obertures rectangulars regulars a la planta baixa i al primer pis i obertures més complexes a les plantes superiors. La planta principal, de fet, presenta dues finestres unilaterals d'arc de mig punt i un balcó lleugerament sortint, així com una finestra unilateral més petita al costat dret, mentre que la planta superior es caracteritza per finestres unilaterals regulars.
El palau té un monumental pati posterior, que també dona a un altre edifici, considerat un segon bloc posterior del palau, que també dóna al Rio de Le Piere Bianche, una branca del Rio Toresele. La façana posterior no té detalls arquitectònics destacables i presenta un cos lateral addicional.

## Els dos palaus en l'art

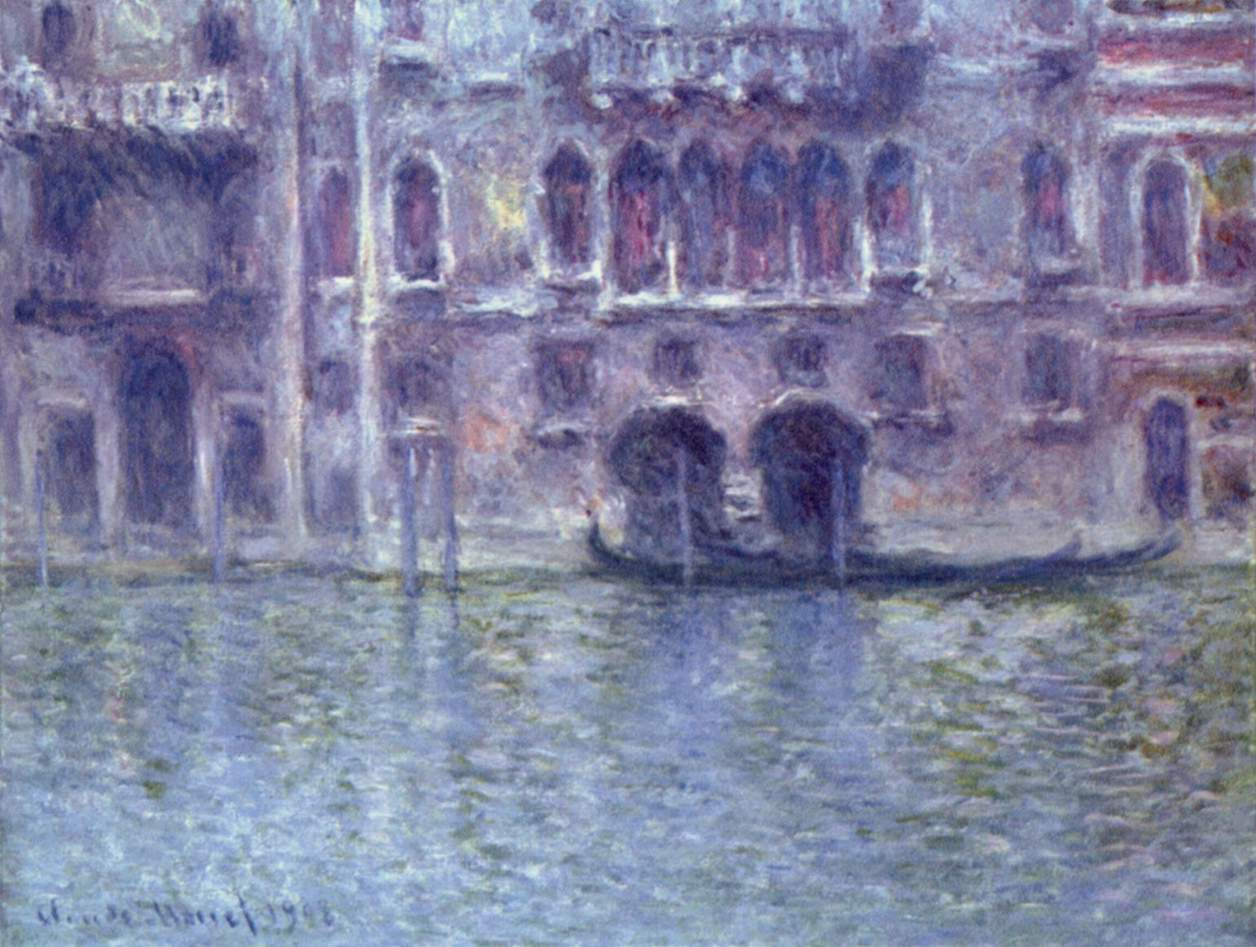
Palau Centani Morosini i Palau Da Mula Morosini en una pintura de Claude Monet de 1908. Galeria Nacional d'Art, Washington.

Una pintura de Monet, que data de 1908, representa el Palau Centani Morosini i el Palau Da Mula Morosini.